# 매디슨 범가너
매디슨 카일 범가너 (Madison Kyle Bumgarner , 1989년 8월 1일~)은 MLB 애리조나 다이아몬드백스의 선수이다. 2007년 1라운드 10픽으로 샌프란시스코 자이언츠에 입단했다. 이후 FA자격을 취득하여 5년 8500만 달러를 조건으로 애리조나 다이아몬드백스로 이적하게 되었다.

## 생애
독일계 미국인으로 노스캐롤라이나주에서 태어났으며, 사우스칼드웰고등학교를 졸업했다. 2007년에 있었던 MLB 드래프트에서 샌프란시스코 자이언츠로부터 1라운드 전체 1순위로 지명받아 입단한다. 2008년에는 싱글A에서 7월 28일부터 8월 27일에 걸쳐서 시즌 중 마이너 리그 베이스볼 최장 기록인 38이닝 연속 무실점을 기록하는 등, 15승 3패, 1.46의 방어율과 164개의 탈삼진을 빼앗으며 리그 3관왕을 달성한다. 구단에서는 범가너를 마이너 리그 베이스볼 최우수선수로 선출했다.
2009년에는 시즌이 시작하기 전에 발표되었던 베이스볼 아메리카지에서는 유망주 랭킹에서 팀 내 1위로 평가했다. 게다가, 올스타 퓨처스 게임에도 선출되었으며, 9월 8일에는 메이저 리그로 승격된 후, 그 날 선발예정이었던 팀 린스컴이 등판을 하지 못하자 그 대신 선발로 등판하며 메이저 리그 데뷔를 하게 되었다. 20살 38일만에 첫선발로 등판을 한 것은 1958년에 샌프란시스코로 이전한 이후 구단사상 가장 젊은 것(그 전까지 합해도 1956년에 등판한 마이크 맥코믹에 이어 2번째)이었다.
2010년에는 후반기부터 선발 로테이션에 정착하며 7승 6패, 3.00의 방어율로 준수한 성적을 기록한다. 게다가, 텍사스 레인저스와의 월드시리즈에 4차전에 등판하여 8이닝 무실점을 기록하며 승리투수가 되고, 팀은 1958년에 있었던 연고지 이전 이후 처음으로(그 전에는 1954년에 마지막으로 우승),자신은 커리어 사상 처음으로 월드시리즈 우승을 경험하게 된다. 2011년에는 완전히 선발의 한축을 담당하게 되었으며, 200이닝을 돌파한 첫시즌을 맞이한다. 시즌기록은 13승 13패, 3.21의 방어율의 좋은 성적은 기록한다. 2012년에는 16승 11패와 방어율 3.37을 기록하며 2년 연속으로 200이닝을 돌파하며 좋은 성적을 기록하게 된다. 더해서, 디트로이트 타이거스와의 월드시리즈에서 2차전에 등판하여 6이닝 무실점을 기록하여 승리투수가 된다. 범가너는 2년만에 다시 우승반지를 끼게 된다. 2013년에는 31경기에 등판하여 3년연속으로 200이닝을 돌파하고, 13승 9패, 2.77의 아주 좋은 성적을 내며 7월에는 메이저 리그 올스타전에 선출되기도 했다.
2014년은 하락세를 보이는 팀 린스컴과 부상을 당한 맷 케인을 대신하여 에이스 역할을 하게 된다. 5월에 6경기에 등판하여 39이닝, 5승 0패에 2.08의 방어율과 48개의 탈삼진을 기록하며, 이 달의 투수를 수상한다. 7월 13일에는 애리조나 다이아몬드백스와의 홈경기에서 5회말에는 팀동료인 버스터 포지가 6회말에는 범가너가 만루 홈런을 기록한다. 투수와 포수가 함께 한경기에서 만루홈런을 기록한 것은 긴 메이저 리그 역사상 처음으로 있는 일이며, 투수가 한시즌에 2개의 만루홈런을 기록한 것은 메이저 리그역사상 2번째로 있는 일(첫 번째는 1966년에 토니 클로닝거가 기록)이었다. 또, 올스타전에 선출되기도 했지만 전날에 선발 등판했기 때문에 규정에 의해 등판은 하지 못했다. 10월 1일에는 피츠버그 파이리츠와의 와일드카드 게임에서 완봉승을 기록하며, 디비전 시리즈 진출에 큰 공헌을 했다. 게다가, 포스트시즌에서 완봉승을 기록한 것은 자신의 커리어에서는 처음이었다. 계속된 세인트루이스 카디널스와의 리그 챔피언십 시리즈에서는 1차전에 선발등판하여 7.2이닝 무실점을 기록하며 승리투수가 되고, 5차전에서는 3회에 2실점하며 흔들리는 듯 보였으나, 결과적으로 8이닝 동안 3실점을 기록하며 승리투수가 되지는 못했지만 팀의 월드시리즈 진출에 아주 큰 공헌을 하며 리그 챔피언십 시리즈 MVP가 된다. 마지막으로, 기적의 팀 캔자스시티 로열스와의 월드시리즈에서는 원정인 코프먼 스타디움에서 펼쳐지는 1차전에 선발등판하여 7이닝 동안 살바도르 페레즈에게 맞은 1개의 피홈런을 포함하여 3개의 피안타를 허용하며 1실점을 하고, 승리투수가 된다. 그리고 홈인 AT&T 파크에서 펼쳐진 5차전에서는 4개의 피안타를 허용하고 완봉승을 거두며 2승을 달성하고, 등판한지 2일만에 원정에서 펼쳐진 7차전에서는 5회에 구원으로 등판하여 캔자스시티 로열스의 타선을 봉쇄하며 세이브를 올린다. 이 엄청난 활약을 바탕으로 팀은 2년만이자 통산 8번째 우승을 거두며, 범가너 자신에게는 25살이라는 젊은 나이에도 불구하고 3번째 우승을 하며, 월드시리즈 MVP가 되는데  정규시즌 18선발승(2완봉) 포스트시즌 4선발승(2완봉)으로 1903년 빌 디닌(정규 21선발승(6완봉) 월드시리즈 3경기 모두 완투승(2완봉)) 1905년 크리스티 매튜슨(정규 29선발승(8완봉) 월드시리즈 3경기 모두 완봉승) 1965년 샌디 쿠팩스 (정규 26선발승(8완봉) 월드시리즈 2경기 모두 완봉승) 1988년 오렐 허샤이저 (정규 23선발승(8완봉) 포스트시즌 3경기 모두 완투승(2완봉)) 2001년 랜디 존슨 (정규 20선발승(2완봉) 포스트시즌 4승(2완봉))에 이어 역대 6번째 정규 10선발승 이상-2완봉 이상+포스트시즌 2선발승 이상-2완봉 이상으로 정규+포스트시즌 통산 20선발승 이상-2완봉 이상 투수가 됐다.
게다가, 시즌이 종료된 후에는 엄청난 타격능력을 바탕으로 내셔널리그 투수부문 실버슬러거를 수상한다.

## 선수로서의 특징
사이드암처럼 보이지만 스리쿼터로 던지며, 특이한 투구폼 때문에 1루에서 홈으로 가는 것 같은 느낌을 준다. 그래서 타자들이 많이 까다로워 하며, 특히 좌타자에게는 등뒤로부터 공이 날아오는 것처럼 느껴진다고 한다.
탈삼진률이 높으며, 하반신이 안정된 폼으로 던지기 때문에 제구도 우수해서 사사구가 적으며, 2013년에는 사사구가 탈삼진의 3분의 1이하였다.
이렇듯 투수로서 뛰어나면서도 타자로서도 아주 우수한 실력을 보여준다. 2014년에는 4개의 홈런을 기록했으며, 그 중 2개는 만루홈런이었다. 이 홈런들을 바탕으로 실버슬러거도 수상하기도 한다.

## 수상 경력
- 실버슬러거 2회 : 2014년, 2015년
- 이 달의 투수 2회 : 2014년 5월, 8월
- 월드시리즈 MVP 1회 : 2014년
- 메이저 리그 올스타전 선출 2회 : 2013년, 2014년

## 연도별 투구 성적
| 연 도     | 소 속     | 등 판 | 선 발 | 완 투 | 완 봉 | 무 4 구 | 승 리 | 패 전 | 세 이 브 | 홀 드 | 승 률 | 타 자 | 이 닝 | 피 안 타 | 피 홈 런 | 볼 넷 | 고 4 | 몸 맞 | 탈 삼 진 | 폭 투 | 보 크 | 실 점 | 자 책 점 | 평 자 책 | W H I P |
| --------- | --------- | ----- | ----- | ----- | ----- | ------- | ----- | ----- | -------- | ----- | ----- | ----- | ----- | -------- | -------- | ----- | ---- | ----- | -------- | ----- | ----- | ----- | -------- | -------- | ------- |
| 2009년    | SF        | 4     | 1     | 0     | 0     | 0       | 0     | 0     | 0        | 0     | ----  | 40    | 10.0  | 8        | 2        | 3     | 1    | 0     | 10       | 0     | 0     | 2     | 2        | 1.80     | 1.10    |
| 2010년    | SF        | 18    | 18    | 0     | 0     | 0       | 7     | 6     | 0        | 0     | .538  | 472   | 111.0 | 119      | 11       | 26    | 2    | 5     | 86       | 1     | 1     | 40    | 37       | 3.00     | 1.31    |
| 2011년    | SF        | 33    | 33    | 0     | 0     | 0       | 13    | 13    | 0        | 0     | .500  | 844   | 204.2 | 202      | 12       | 46    | 5    | 5     | 191      | 0     | 1     | 82    | 73       | 3.21     | 1.21    |
| 2012년    | SF        | 32    | 32    | 2     | 1     | 0       | 16    | 11    | 0        | 0     | .593  | 849   | 208.1 | 183      | 23       | 49    | 6    | 7     | 191      | 3     | 2     | 87    | 78       | 3.37     | 1.11    |
| 2013년    | SF        | 31    | 31    | 0     | 0     | 0       | 13    | 9     | 0        | 0     | .591  | 803   | 201.1 | 146      | 15       | 62    | 6    | 6     | 199      | 6     | 0     | 68    | 62       | 2.77     | 1.03    |
| 2014년    | SF        | 33    | 33    | 4     | 2     | 1       | 18    | 10    | 0        | 0     | .643  | 873   | 217.1 | 194      | 21       | 43    | 3    | 6     | 219      | 4     | 1     | 81    | 72       | 2.98     | 1.09    |
| 통산：6년 | 통산：6년 | 151   | 148   | 6     | 3     | 1       | 67    | 49    | 0        | 0     | .643  | 3881  | 952.2 | 852      | 84       | 229   | 23   | 29    | 896      | 14    | 5     | 360   | 324      | 3.06     | 1.14    |

- 2014시즌 종료 기준.